# NGC 4756
NGC 4756 је елиптична галаксија у сазвежђу Гавран која се налази на NGC листи објеката дубоког неба.
Деклинација објекта је - 15° 24' 45" а ректасцензија 12h 52m 52,2s. Привидна величина (магнитуда) објекта NGC 4756 износи 12,4 а фотографска магнитуда 13,4. NGC 4756 је још познат и под ознакама MCG -2-33-39, DRCG 25-59, PGC 43725.